# Jan Bielecki
Jan Krzysztof Bielecki (Bydgoszcz, 3 maggio 1951) è un politico polacco.

## Biografia
Fu primo ministro della Polonia durante il 1991.